# 馬申卡
47°22′43″N 29°54′29″E / 47.37861°N 29.90806°E
馬申卡（烏克蘭語：Машенька）是位於烏克蘭西南部的村莊，由敖德萨州贝雷济夫卡区的喬霍達里夫卡市鎮負責管轄。該村始建於1793年，面積0.55平方公里，海拔高度95米，2001年人口51，人口密度每平方公里92.73人。